# 普蒂夫尔
普蒂夫尔（烏克蘭語：Путивль，羅馬化：Putyvl，IPA：[pʊˈtɪu̯lʲ] ⓘ），又按俄语读音译为普季夫利，是烏克蘭東北部蘇梅州科諾托普區普蒂夫爾市鎮内的城市及行政中心。位於謝伊姆河右岸，距離州府蘇梅96公里，始建於989年，面積8.5平方公里，海拔高度177米，2011年人口16,361人。